# Кальета-де-Нешкин
Кальета-де-Нешкин (порт. Calheta de Nesquim)  —  район (фрегезия) в Португалии,  входит в округ Азорские острова. Расположен на острове Пику. Является составной частью муниципалитета  Лажеш-ду-Пику. Население составляет 418 человек на 2001 год. Занимает площадь 15,85 км².